# Cantagallo (kommunhuvudort)
Cantagallo är en kommunhuvudort i Spanien.   Den ligger i provinsen Provincia de Salamanca och regionen Kastilien och Leon, i den centrala delen av landet, 180 km väster om huvudstaden Madrid. Cantagallo ligger 922 meter över havet och antalet invånare är 248.
Terrängen runt Cantagallo är kuperad åt nordväst, men åt sydost är den bergig. Runt Cantagallo är det ganska glesbefolkat, med 34 invånare per kvadratkilometer. Närmaste större samhälle är Béjar, 4,9 km öster om Cantagallo. I omgivningarna runt Cantagallo växer i huvudsak blandskog.